# Tintron

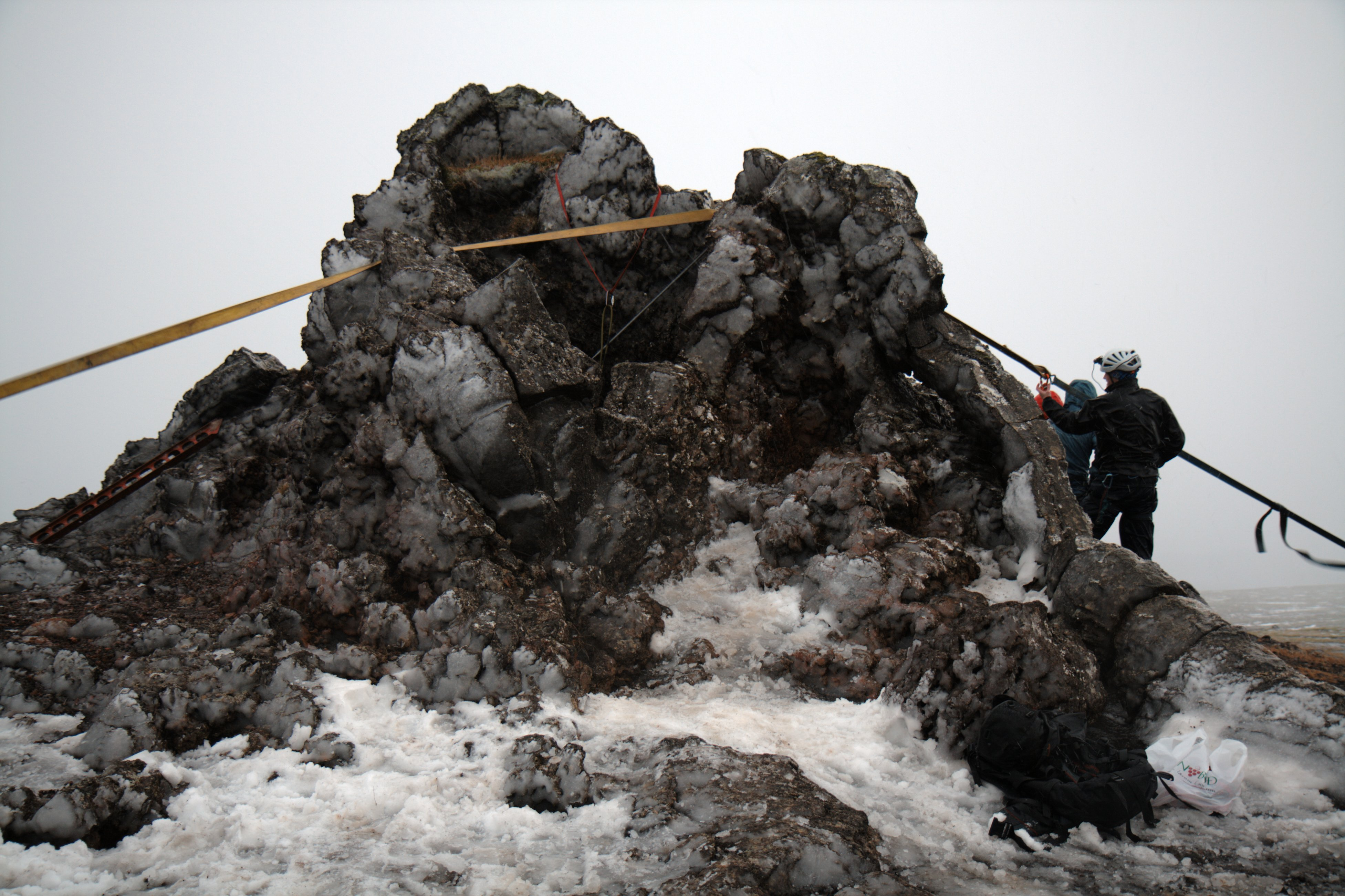
Tintron

Tintron ist eine Höhle und ein Pseudokrater im isländischen Lavafeld Gjábakkahraun. Sie liegt in der Nähe des Weges, der Þingvellir und Laugarvatn verbindet.
Koordinaten: 64° 13′ 8,4″ N, 20° 57′ 9″ W